# Carulaspis juniperi
Carulaspis juniperi är en insektsart som först beskrevs av Bouché 1851.  Carulaspis juniperi ingår i släktet Carulaspis och familjen pansarsköldlöss. Arten är reproducerande i Sverige. Inga underarter finns listade i Catalogue of Life.